# Jakob Israel Belmonte
Jakob Israel Belmonte, auch Diego Nunes, (* um 1570 in Madeira; † 4. Dezember 1629 in Amsterdam) war Mitbegründer der Amsterdamer portugiesisch-jüdischen Gemeinde. 
Belmonte war ein reicher portugiesisch-jüdischer Kaufmann in Amsterdam. Er gilt neben Jacob Tirado und Samuel Palache als einer der Gründerväter der sephardischen Gemeinde Beth Jacob. Er verfasste gemäß Miguel de Barrios den Job, eine poetische Darstellung der Inquisition in 100 Versen.
Belmonte ist ein Ort in Portugal mit ehemals großer jüdischer Gemeinde mit zahlreichen Marranen.